# 3GPP2
3GPP2（すりーじーぴーぴーつー、Third Generation Partnership Project 2）は、CDMA2000とANSI-41発展形ネットワークを基本とする、第3世代移動通信システム(3G)の仕様を作成する標準化プロジェクト。

## 概要
アメリカのTIA、日本の電波産業会（ARIB）、情報通信技術委員会（TTC）、韓国のTTAといった各国・各地域の標準化団体により1999年1月に設立された。後に中国CWTS（現、CCSA）も加わった。3GPP2はあくまでも標準化団体間の「プロジェクト」であり、法人格は持たない。
第3世代移動通信システムに関する標準化団体としては3GPP(第3.9世代移動通信システム以降の標準化も手がける)があるが、3GPPと3GPP2とでは、通信方式以外にも、ファイルフォーマットなど多くの点で異なる仕様を含んでおり、互換性が確保されていないという問題がある。

## 3GPP2ファイルフォーマット
3GPP2ではMMS (Multimedia Messaging Service)，MSS(Multimedia Streaming Service)等での利用を想定したファイルフォーマットが規定されている。拡張子は3g2。
3GPP2ファイルフォーマットで採用されているコーデックは基本的に3GPPフォーマット同様で以下のとおりである。
- 動画コーデック：H.263（必須）、MPEG-4 Visual、H.264（オプション）
- speechコーデック：AMR、13K(QCELP)
- オーディオコーデック：MPEG-4 AAC-LCおよびHE-AAC

その他、SMIL、Timed Textなどの規定がされている。
3GPP2と3GPPとの違いとして、メールへの添付以外にもストリーミングなどで利用されることを想定して、周期的にヘッダを挿入するムービーフラグメントが導入されている点などがある。
注）3GPPにおいてもrelease 6以降、ストリーミングで利用することを想定しムービーフラグメントが導入された。